# Anžej Dežan

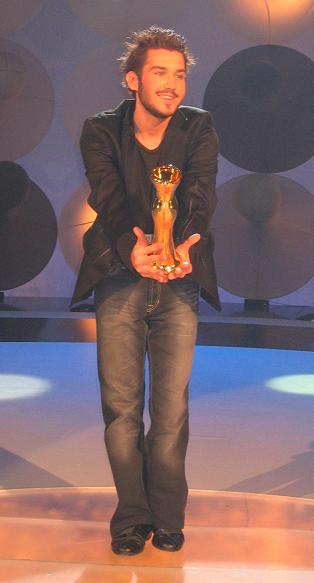
Anžej Dežan (2006)

Anžej Dežan (* 17. Juni 1987 in Šentjur pri Celju, Jugoslawien) ist ein slowenischer Popsänger. Seine Karriere begann 1997, als er den Karaoke-Wettbewerb des nationalen Fernsehens gewann.

## Leben und Wirken
Später wurden die ESC-erfahrenen Komponisten Matjaž Vlašič, Urša Vlašič und Boštjan Grabnar auf ihn aufmerksam, die auch schon für Vili Resnik und Nuša Derenda Lieder geschrieben haben. Seine erste Single C'est la vie, die im Dezember 2004 veröffentlicht wurde, war sehr erfolgreich. Im Jahr darauf nahm er am slowenischen Vorentscheid für den Eurovision Song Contest als Backgroundsänger für Nuša Derenda teil. Omar Naber konnte sich jedoch das Ticket nach Kiew sichern. Wieder ein Jahr später gewann Dežan den Vorentscheid mit dem Lied Plan B (Mr. Nobody) und nahm für Slowenien am 51. Eurovision Song Contest in Athen teil. Als Sechzehnter des Halbfinales konnte er sich nicht für das Finale qualifizieren.